# Finanzas romanas

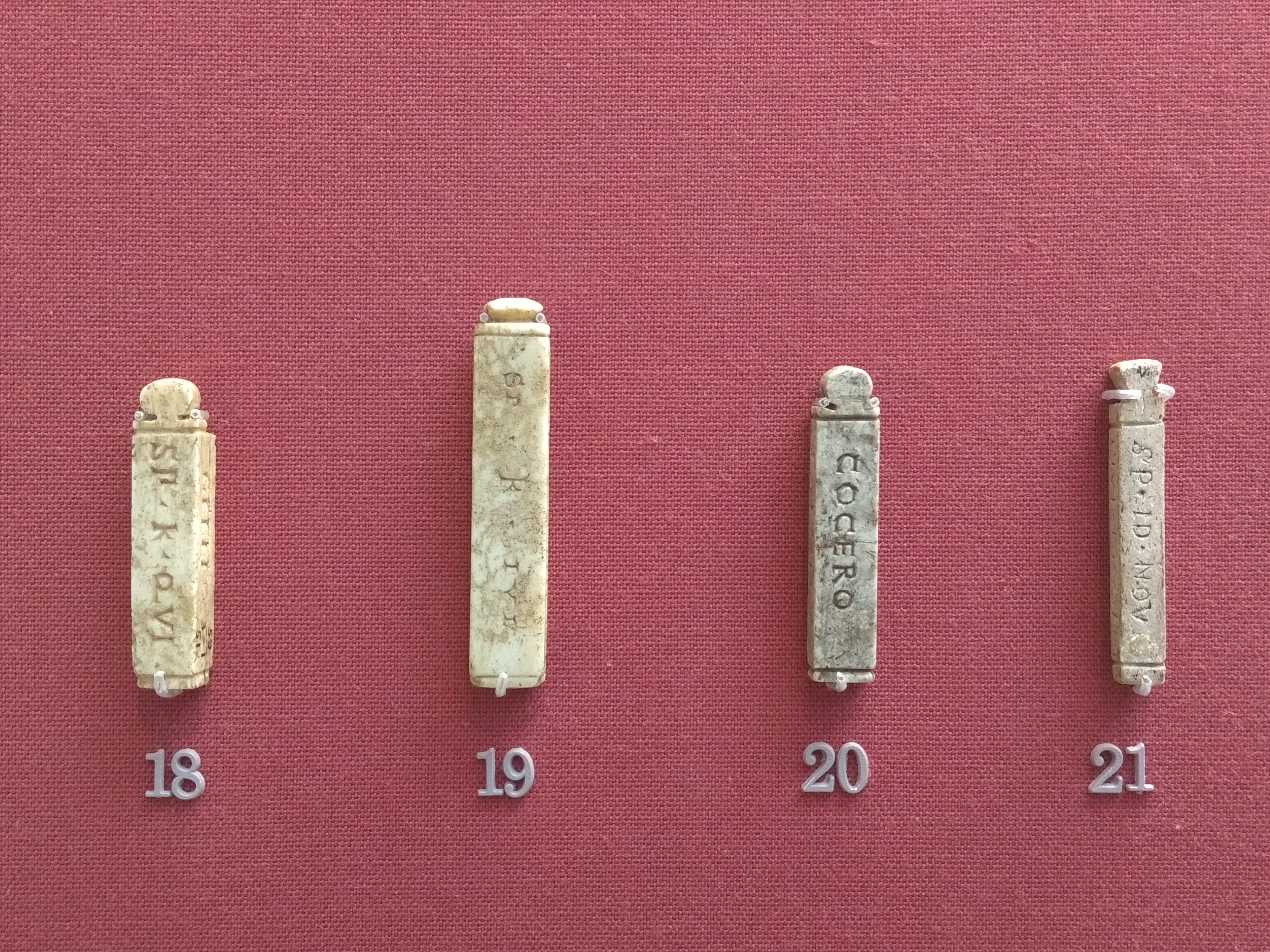
Cuentas de marfil de los banqueros que se utilizaban para sellar las bolsas de denarios en las que se comprobaba el peso y la pureza de la plata.

Las finanzas romanas tratan sobre la forma en que se desempeñaron la sociedad, la economía y las relaciones sociales en las prácticas financieras de la Antigua Roma.
Aunque enraizadas originalmente en los modelos griegos, evolucionaron en el siglo II a. C. con la expansión de la monetización romana. Las élites romanas se dedicaron a conceder préstamos privados con diversos fines, y surgieron varios modelos bancarios para atender las distintas necesidades de préstamo.

## Financiación privada

### Capital compartido
Antes de que se establecieran bancos en Roma, los romanos operaban en gran medida dentro de las limitaciones de la riqueza inmobiliaria de sus propios hogares. Cuando la riqueza familiar se agotaba, las élites de la sociedad romana solían concederse préstamos entre ellas. El valor de estos préstamos para el prestamista no siempre se derivaba del pago de intereses, sino más bien de las obligaciones sociales que implicaba serlo.
La formación de una societas permitía coordinar los recursos entre los propietarios. Las societates eran grupos que combinaban sus recursos para presentar una oferta para un contrato gubernamental, y luego compartir las ganancias o pérdidas resultantes.
Los publicani, como contratistas públicos, fueron una primera encarnación de las societates, que pujaban por el derecho a recaudar impuestos de las provincias romanas. A los senadores no se les permitía dedicarse al comercio, por lo que correspondía a los caballeros (equites) pujar por estos contratos que emitían los censores cada cinco años.
Se crearon bancos en Roma, siguiendo el modelo de los griegos, e introdujeron la intermediación financiera formalizada. Livio es el primer escritor que reconoce el surgimiento de bancos romanos formales en el 310 a. C.
Los antiguos bancos romanos funcionaban con arreglo al derecho privado, que no disponía de orientaciones claras sobre cómo decidir los casos relativos a asuntos financieros. Esto obligaba a los bancos a operar enteramente sobre la base de su palabra y su carácter. Los banqueros se congregaban en torno al arco de Jano para llevar a cabo sus negocios y, a pesar de su ubicación informal, eran claramente profesionales en sus tratos.

### Préstamos privados
Hasta los albores del Imperio romano, era habitual que los préstamos se negociaran mediante contratos verbales. A principios del Imperio, prestamistas y prestatarios comenzaron a adoptar el uso de un chirographum ("registro manuscrito") para dejar constancia de estos contratos y utilizarlos como prueba de los términos acordados. Una copia del contrato se presentaba en el exterior del chirographum, mientras que una segunda copia se guardaba sellada dentro de dos tablillas enceradas del documento, en presencia de un testigo. Existían métodos informales para mantener registros de los préstamos realizados y recibidos, así como encarnaciones formales adoptadas por prestamistas frecuentes. Estos prestamistas de serie utilizaban un kalendarium para documentar los préstamos que emitían con el fin de ayudar a la tabulación de los intereses acumulados al principio de cada mes (kalends).
Se suponía que las partes de los contratos debían ser ciudadanos romanos, pero hay pruebas de que este hecho se rompía. Los préstamos a los ciudadanos también se originaban a partir de cargos públicos o gubernamentales. Por ejemplo, se cree que el templo de Apolo concedía préstamos garantizados con las casas de los ciudadanos como garantía. Más raramente, el gobierno concedía préstamos a los ciudadanos, como en el caso de Tiberio, que permitió la concesión de préstamos a tres años sin intereses a los senadores para evitar una crisis crediticia.

### Pago aplazado
Existen pruebas suficientes de que se negociaban pagos aplazados y acuerdos de financiación para las grandes compras. Los pagos aplazados se utilizaban en la subasta de vino o aceite que estaba "en el árbol", aún no cosechado o producido, requiriendo el pago del adjudicatario, mucho después de que la subasta hubiera finalizado. Los campesinos romanos que necesitaban dinero para pagar sus impuestos utilizaban una forma invertida de este proceso, vendiendo el derecho a una parte de su cosecha en el futuro, a cambio de dinero en efectivo en el presente.
Los sulpicii surgieron como banqueros profesionales en el siglo I Entre otras formas de intermediación financiera, ofrecían financiación a los especuladores en los mercados de grano.

## Finanzas públicas
Durante siglos, los asuntos monetarios de la República romana habían estado en manos del senado. A esta élite le gustaba presentarse como estables y fiscalmente conservadores, pero como señaló el historiador de Roma del siglo XIX Wilhelm Ihne:

Aunque individualmente los romanos eran muy ahorrativos y cuidadosos en la gestión de su propiedad privada, el Estado como tal era extravagante y descuidado con los ingresos públicos. Resultaba imposible proteger los bienes públicos del saqueo de los particulares, y el sentimiento de impotencia se traducía en una indiferencia temeraria. Se pensaba que los ingresos que no podían preservarse intactos y dedicarse al bien común carecían de valor para el Estado y bien podían abandonarse.

El aerarium ("erario", tesoro del Estado) era supervisado por miembros del gobierno que iban adquiriendo poder y prestigio, los cuestores, los pretores y, finalmente, los prefectos. 
En los albores del Imperio romano, se produjo un cambio importante, ya que los emperadores asumieron las riendas del control financiero. Augusto adoptó un sistema que, en apariencia, era justo para el Senado. Al igual que el mundo estaba dividido en provincias designadas como imperiales o senatoriales, también lo estaba el tesoro. Todos los tributos procedentes de las provincias controladas por el senado se entregaban al aerarium, mientras que los de los territorios imperiales iban a parar al tesoro del emperador, el fiscus ("fisco").
Inicialmente, este proceso de distribución parecía funcionar, aunque el tecnicismo legal no disimulaba la supremacía del emperador ni su derecho, utilizado a menudo, de transferir fondos regularmente del aerarium al fiscus. En realidad, el fiscus tomó forma después de los reinados de Augusto y Tiberio. Comenzó como un fondo privado (fiscus significa cesta), pero creció hasta incluir todo el dinero imperial, no sólo las propiedades privadas, sino también todas las tierras públicas y las finanzas bajo el ojo imperial.
La propiedad de los gobernantes creció hasta tal punto que hubo que introducir cambios a partir del siglo III a. C., con toda seguridad bajo Septimio Severo. A partir de entonces, el tesoro imperial se dividió. El fiscus se mantuvo para gestionar los ingresos reales del gobierno, mientras que se creó un patrimonium para guardar la fortuna privada, que heredaba el sucesor del emperador. Existe un gran interrogante sobre la naturaleza exacta de esta valoración, que posiblemente implicaba una res privata, tan común en el Bajo Imperio.
Al igual que el Senado tenía sus propios oficiales de finanzas, también los tenían los emperadores. El jefe del fiscus en los primeros años era el rationalis, originalmente un liberto debido al deseo de Augusto de poner el cargo en manos de un siervo libre de las exigencias de clase de la sociedad tradicional. En años sucesivos, la corrupción y la reputación del liberto obligaron a nombrar nuevos administradores más fiables. Desde la época de Adriano (r. 117-138), todos los rationalis procedían de la orden ecuestre (equites) y siguieron siéndolo durante el caos del siglo III a. C. y la era de Diocleciano.
Con Diocleciano llegaron una serie de reformas masivas, y el control total sobre las finanzas del Imperio recayó en el ahora más fuerte gobierno central. Las reformas fiscales hicieron posible, por primera vez, un presupuesto real en el sentido moderno. Anteriormente, el gobierno emitía las demandas de impuestos a las ciudades y les había permitido repartir la carga. A partir de entonces, el gobierno imperial, impulsado por las necesidades fiscales, dictaba todo el proceso hasta el nivel cívico.
Bajo Constantino el Grande, este engrandecimiento continuó con la aparición de un equivalente a ministro de finanzas designado, el comes sacrarum largitionum ("conde de las sagradas dádivas"). Mantuvo la tesorería general y la captación de todos los ingresos hasta que Constantino dividió la tesorería en tres, dando al prefecto, al conde y al administrador de las res privata sus propias tesorerías. La tesorería del prefecto se denominaba arca. Sus poderes se dirigían al control del nuevo sacrum aerarium, resultado de la combinación del aerarium y el fiscus.

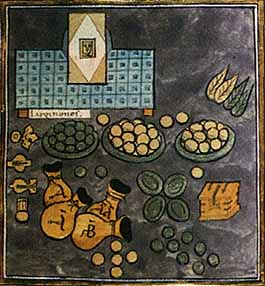
Insignias del comes sacrarum largitionum en la Notitia dignitatum: bolsas de dinero y trozos de mineral que significan su control sobre minas y cecas, y el codicilo de su nombramiento.

El comes sacrarum largitionum era una figura de enorme influencia. Era responsable de todos los impuestos monetarios, examinaba los bancos, dirigía las cecas y las minas de todas partes, las fábricas de tejidos y de tintes, pagaba los salarios y los gastos de muchos departamentos del Estado, el mantenimiento de los palacios imperiales y otros edificios públicos, abastecía a las Cortes de ropa y otros artículos. Para llevar a cabo estas numerosas tareas, contaba con la ayuda de un gran equipo central, una fuerza de campo regional y pequeños equipos en las ciudades y pueblos más grandes.

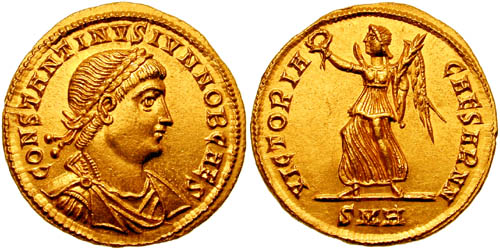
Sólido de oro del emperador Constantino II con su busto, como César y la diosa Victoria avanzando, sosteniendo una corona y una palma (317-337).

Justo debajo del comes sacrarum estaban los rationales, auditores, situados en cada diócesis. Supervisaban la recaudación de todos los tributos, impuestos o tasas. Estaban en todas partes y eran omnipotentes hasta que Constantino los degradó tras su reorganización de las competencias de los ministerios de nivel palatino en los años 325-326, restringiendo su actividad a la supervisión de la recaudación de los impuestos recaudados en oro y plata realizada por los gobernadores bajo la supervisión general de los vicarios. Entre los años 330 y 337, los rationales perdieron el último de sus procuradores provinciales.
Sólo los prefectos pretorianos eran más poderosos. Su cargo, como virreyes de los emperadores, tenía precedencia sobre todos los demás oficiales civiles y militares. Eran los principales responsables de las finanzas del Imperio. Componían el presupuesto global y fijaban los tipos impositivos de forma generalizada. Antes de las reformas de Constantino eran responsables directos del abastecimiento del ejército, la annona militaris, que era un impuesto independiente desde la época de Diocleciano, en lugar de las requisas arbitrarias.
La annona civilis, los impuestos generales en especie, se entregaban exclusivamente a los prefectos. A su cargo estaba el suministro de alimentos a las capitales, las fábricas de armamento imperial y el mantenimiento del correo estatal. El magister officiorum ("Maestro de oficios"), que era una especie de ministro del Interior y de la Seguridad del Estado y el comes rerum privatarum ("Conde de la Fortuna Privada") podía contrarrestar al comes sacrarum largitionum político.
El magister officiorum tomaba todas las decisiones importantes en materia de inteligencia, no era oficial fiscal y no podía interferir en el funcionamiento del sacrae largitiones ni de la res privata. El comes sacrarum largitionum fue perdiendo poder en favor de los prefectos a medida que más y más impuestos en especie de su departamento se convertían en oro. Hacia el siglo V a. C., su personal a nivel de diócesis ya no tenía mucha importancia, aunque continuaba en sus funciones. Sin embargo, los jefes de la oficina siguieron teniendo poder hasta la década de 430, en parte porque la jurisdicción de apelación en casos fiscales les había sido devuelta en 385.
Las propiedades y posesiones imperiales eran enormes. El patromonium o heredad imperial eran tierras arrendadas a particulares. Estaban bajo la jurisdicción del comes rerum privatarum. En Occidente, las rentas y los ingresos fiscales se compartían con el sacrae largitionum, pero no en Oriente. En Oriente, la administración palaciega tomó el relevo gradualmente después de 450 y el RP fue finalmente disuelto por los sucesores de Justiniano.